# Китаев, Борис Михайлович
Борис Михайлович Китаев — советский хозяйственный, государственный и политический деятель.

## Биография
Родился в 1915 году в селе Тимошкино. Член КПСС.
С 1935 года — на хозяйственной, общественной и политической работе. В 1935—1980 гг. — зоотехник фермы Беловского совхоза, затем управляющим фермой, красноармеец в Забайкальском военном округе, участник Великой Отечественной войны, главный зоотехник, директор совхоза «Беловский» Троицкого района Алтайского края.
Избирался депутатом Верховного Совета СССР 6-го созыва.
Умер после 1985 года.